# Johann Melchior Zürcher-Deschwanden

Johann Melchior Zürcher-Deschwanden

Johann Melchior Zürcher-Deschwanden (* 10. Januar 1821 in Menzingen ZG; † 3. Juli 1902 in Zug) war ein Schweizer Arzt und Missionar.

## Leben und Werk
Johann Melchior Zürcher wuchs in Menzingen auf. Er besuchte dort die Lateinschule, bevor er in den Jahren 1839–1840 einen Philosophiekurs in Solothurn absolvierte. 1840–1843 war er für das Medizin- und Philosophiestudium in München, wo er auch Bekanntschaft mit Gottfried Keller schloss. 1843–1845 setzte er sein Medizinstudium in Zürich fort. Während dieser Zeit bewegte sich Johann Melchior Zürcher im Umkreis von Ulrich Zehnder, dem späteren Regierungsrat Zürichs, und neigte zu einem rationalistischen Pantheismus.
Ab 1845 führte Johann Melchior Zürcher in seinem Heimatort Menzingen während 9 Jahren eine Arztpraxis, die er dann nach Zug verlegte. 1847 nahm er am Sonderbundskrieg teil. In den 1850er Jahren heiratete er Anna von Deschwanden aus Stans, die fromm war und zusammen mit dessen Cousin Franz Joseph Hegglin ihren Mann in Richtung ultramontanen Katholizismus bewegte. Mit seiner Frau hatte er einen Sohn und zwei Töchter, die alle früh verstarben. Nach dem Tod seiner Frau 1862 griff Johann Melchior Zürcher-Deschwanden die im Piusverein ab 1857 entstandene Idee auf, einen Verein für den Aufbau katholischer Seelsorge in Schweizer Diasporagebieten zu gründen. Bei der Generalversammlung des Piusvereins stellte Zürcher-Deschwanden den Antrag zur Gründung der Inländischen Mission.
Unterstützt wurde sein Antrag u. a. durch Theodosius Florentini, sodass Zürcher-Deschwandens Antrag gegen innerkatholische Widerstände stattgegeben wurde. Von 1863 bis zu seinem Tod 1902 stand der Aufbau der Inländischen Mission im Zentrum seines Lebens. Als deren Geschäftsführer trug er zum Aufbau von Seelsorgestationen in der Diaspora bei. Mit Hilfe der Inländischen Mission wurden Priester besoldet, Kirchen errichtet und kirchlich-karitative Projekte unterstützt.
Besonders profitierten von der Arbeit Zürcher-Deschwandens die Katholiken im Kanton Zürich, die die grösste Diasporagemeinde in der Schweiz bildeten und bis zur öffentlich-rechtlichen Anerkennung der katholischen Kirche im Kanton Zürich 1963 in besonderem Mass auf die Hilfe der Inländischen Mission angewiesen waren.
Martin Müller schrieb über das Werk von Zürcher-Deschwanden und der Inländischen Mission: «Ohne die starke finanzielle Unterstützung durch dieses Hilfswerk wäre der Auf- und Ausbau der kirchlichen Strukturen im Zürcher Oberland und in den anderen Schweizer Diasporagebieten kaum möglich gewesen.»
Im Kanton Zug wurde Zürcher-Deschwanden wegen seiner einflussreichen Tätigkeit auch Laienbischof genannt. In Zug gehörte Zürcher-Deschwanden 1862–1864 dem Sanitätsrat, 1870–1872 dem Erziehungs- und 1868–1888 dem Kantonsrat an.